# Scutigerella immaculata
Scutigerella immaculata  (лат.) — вид многоножек рода Scutigerella  семейства Scutigerellidae.
Тело длиной 2,5—8 мм, белое, блестящее, с редкими короткими волосками. Вид распространён в Северной и Центральной Европе. 